# Suomi (musikalbum)
Suomi är Bricks debutalbum, utgivet av Dolores Recordings 1996. Skivan producerades av Pelle Gunnerfeldt. Kulturrådet delfinansierade skivan.

## Låtlista[1]
All musik är skriven av Brick och all text av Nandor Hegedüs.
1. "Labrador" - 1:40
2. "Heads" - 2:08
3. "Idiot" - 2:54
4. "Instead" - 1:32
5. "Tim" - 2:48
6. "Drained" - 2:38
7. "Subversion" - 4:04
8. "Error" - 2:39
9. "I" - 2:41
10. "Breach" - 2:21
11. "Gray Day" - 3:18
12. "No Feelings" - 1:27

## Personal[1]
- Jejo Perkovic - trummor
- Malte - bas
- Nandor Hegedüs - sång
- Patrick Instedt - formgivning, gitarr, fotografi
- Pelle Gunnerfeldt - producent, mixning, inspelningstekniker
- Per Carlsson - formgivning, bandfotografi